# ابراء (حقوق)
اِبراء اصطلاحی است در فقه و حقوق مدنی ایران به معنی چشم پوشی اختیاری ِ طلب‌کار از طلب خود نسبت به شخص یا اشخاص دیگر. ابراء از اسباب سقوط تعهدات محسوب می‌رود و در فقه  آن را به اسقاط ما فی الذمه تعبیر می‌کنند، یعنی اسقاط چیزی که بر ذمه است. ابراء نوعی ایقاع است و برابر حقی که مورد ابراء قرار می‌گیرد هیچ عوضی وجود ندارد. ناصر کاتوزیان ابراء را  چنین تعریف می‌کند:ابراء ایقاعی است رایگان که به موجب آن طلب‌کار از حق خویش می‌گذرد.

## تعریف
طبق ماده ۲۸۹ قانون مدنی: «ابراء عبارت از این است که داین از حق خود به اختیار صرف نظر نماید.».
اِبراء در لغت به معنی پاک کردن و بیزار ساختن است. ابراء یک عمل حقوقی یک جانبه (ایقاع) است و احتیاج به رضایت مدیون ندارد: همین که بستانکار قصد خود را بر صرف نظر کردن از دین به نحوی از انحاء اعلام کند، دین ساقط می‌شود، اگر چه متعهد به آن راضی نباشد.